# Fumel
Fumel är en kommun i departementet Lot-et-Garonne i regionen Nouvelle-Aquitaine i sydvästra Frankrike. Kommunen ligger i kantonen Fumel som tillhör arrondissementet Villeneuve-sur-Lot. År 2022 hade Fumel 4 696 invånare.

## Befolkningsutveckling
Antalet invånare i kommunen Fumel
| Referens: INSEE |